# Scytodes thoracica
Scytodes thoracica är en spindelart som först beskrevs av Pierre André Latreille 1802.  Scytodes thoracica ingår i släktet Scytodes och familjen spottspindlar. Inga underarter finns listade i Catalogue of Life.